# Gregorio Petrocchini
Gregorio Petrocchini OESA (* Februar 1536 in Montelparo, Kirchenstaat; † 19. Mai 1612 in Rom) war ein italienischer Kardinal der Römischen Kirche und Augustinereremit.

## Werdegang
Petrocchini begann er ein Studium in Montelparo. 1549 trat er den Augustinereremiten bei und legte im Alter von 20 Jahren die feierliche Profess ab. Er studierte Philosophie und Theologie an der Universität Bologna. Anschließend promovierte er an der Universität Macerata und ab 1578 lehrte er an ebendieser Universität. Von 1587 bis 1991 war er Generalprior der Augustinereremiten. Ende 1588 wurde zum Apostolischen Kommissar für die spanischen Augustinerklöster ernannt.
Am 20. Dezember 1589 erhob Papst Sixtus V. ihn zum Kardinal. Am 23. März 1590 wurde Kardinal Petrocchini Kardinalprotektor der Augustiner. Am 23. Mai 1590 wurde ihm die Titelkirche Sant’Agostino in Campo Marzio zugewiesen. Petrocchini nahm an den Konklaven im September 1590, im Oktober 1590, Oktober 1591, Januar 1592, März 1605 und Mai 1605 teil. Vom 7. Januar 1605 bis zum 8. Januar 1607 war er Camerlengo der Heiligen Römischen Kirche. Am 28. Mai 1608 wechselte er zur Titelkirche Santa Maria in Trastevere. Am 24. Januar 1611 wurde er Kardinalpriester von San Lorenzo in Lucina und gleichzeitig Kardinalprotopriester. Am 17. August 1611 stieg er in die Klasse der Kardinalbischöfe auf und erhielt das suburbarische Bistum Palestrina. Papst Paul V. persönlich spendete ihm am 2. Oktober 1611 die Bischofsweihe; Mitkonsekratoren waren die Kardinäle Giovanni Garzia Millini und Michaelangelo Conti, der spätere Papst Innozenz XIII.
Gregorio Petrocchini starb in Rom wurde in der Kirche Sant’Agostino beigesetzt.